# A Little Bit of... Dr. Mario
A Little Bit of... Dr. Mario (buiten de PAL-regio uitgebracht als Dr. Mario Express) is een door Arika ontwikkeld computerspel voor de Nintendo DSi, verspreid via DSiWare. Het spel werd voor het eerst uitgegeven door Nintendo in Japan op 24 december 2008. Het downloaden kost 500 Nintendo Points.

## Gameplay
Het spel is een draagbare versie van Dr. Mario, een Tetris-achtig spel met een ziekenhuisthema. Het doel in het spel is om alle virussen uit te roeien met behulp van pillen. Door vier pillen of virussen horizontaal of verticaal op een rij te zetten verdwijnen deze.
Het spel bevat twee spelmodes:
- klassiek: in deze modus is het beginlevel, de snelheid en de muziek instelbaar. Het spel begint met de door de speler opgegeven instellingen, elk level eindigt wanneer alle virussen zijn uitgeroeid.
- tegen de computer: hierin is ook het beginlevel en de slimheid van de computer instelbaar. Het spel eindigt wanneer de speler of de computer alle virussen heeft uitgeroeid. Ook kan het voorkomen dat de pot van een van beiden overloopt.

## Ontvangst
| Beoordeeld door    | Datum            | Score |
| ------------------ | ---------------- | ----- |
| Cheat Code Central | april 2009       | 86%   |
| Modojo             | 27 april 2009    | 80%   |
| Nintendo Life      | 22 april 2009    | 80%   |
| IGN                | 20 april 2009    | 75%   |
| Pocket Gamer UK    | 11 mei 2009      | 70%   |
| Eurogamer.pt       | 21 mei 2009      | 50%   |
| Mag'64             | 20 december 2009 | 50%   |